# Zell am See (kotar)
Zell am See (isto poznato kao Pinzgau) je jedan od 94 austrijskih kotara (bezirka) od 85.516 stanovnika.

## Zemljopisne karakteristike
Kotar Zell am See leži u Salzburgu, sa zapada graniči s Tirolom, 
s istoka s Kotarom Pongau, sa sjevera graniči s njemačkom Bavarskom i s juga s Koruškom i talijanskim Bolzanom .
Teritorij današnjeg kotara poklapa se s nekadašnjim kotarima (Gaue) Pinzgau.

## Administrativna podjela kotara
Administrativni centar kotara je grad Zell am See
Kotar Zell am See je administrativno podjeljen na 28 općina od kojih tri imaju 
status grada, a njih 4 trgovišta;.

### Gradovi
- Saalfelden
- Zell am See
- Mittersill

### Trgovišta
- Lofer
- Neukirchen am Großvenediger
- Rauris
- Taxenbach

### Općine
| - Bramberg am Wildkogel - Bruck an der Großglocknerstraße - Dienten am Hochkönig - Fusch an der Großglocknerstraße - Hollersbach im Pinzgau - Kaprun - Krimml | - Lend - Leogang - Maishofen - Maria Alm - Niedernsill - Piesendorf - Saalbach-Hinterglemm | - St. Martin bei Lofer - Stuhlfelden - Unken - Uttendorf - Viehhofen - Wald im Pinzgau - Weißbach bei Lofer |

## Vanjske poveznice
- Službene stranice Kotara Zell am See  Arhivirana inačica izvorne stranice od 2. travnja 2016. (Wayback Machine) (njem.)